# Abrams River (miejscowość)
Abrams River (do 16 lipca 1974 Abram River) – miejscowość (community  – od 27 lutego 2006) w kanadyjskiej prowincji Nowa Szkocja, w hrabstwie Yarmouth, na wschód od Yarmouth; nazwa Abram River urzędowo zatwierdzona 4 stycznia 1934.